# Protram 105NWr
Protram 105NaWr – jednoczłonowy i jednokierunkowy wagon silnikowy powstały w wyniku modernizacji tramwaju Konstal 105Na przez zakłady Protram.

## Budowa[1]
Konstrukcja opiera się na wagonie 105Na. Modernizacja obejmuje wymianę przetwornic, pantografów i drzwi. Tramwaj otrzymał nowe ściany przednie i tylne z tworzyw sztucznych, z charakterystycznymi dla firmy Protram prostokątnymi reflektorami. Drugi wagon w składzie przebudowano na doczepny, poprzez usunięcie kabiny motorniczego. Są to tramwaje trzydrzwiowe o układzie 2-2-2. Dwuskrzydłowe drzwi odskokowo-uchylne typu IGE otwierane są na zewnątrz pojazdu przez motorniczego lub przez pasażera. Posiadają mechanizm autorewersowania zapobiegający przycięciu pasażera. Kabina motorniczego jest klimatyzowana, posiada też nowoczesny pulpit. Klimatyzator zasilany jest niskim napięciem, pochodzącym z osobnego zasilacza, przetwarzającego napięcie trakcyjne 600 V na bezpieczne dla człowieka 24 V. Pantograf w wagonach z kabiną opuszczany jest elektrycznie. Wagony doczepne nie mają kabin motorniczego – przestrzeń pasażerska jest większa. Pantograf opuszczany jest w nich przy pomocy tradycyjnego sznura.
Wagony tego typu mają odbieraki STEMMANN FB700. Wirująca przetwornica została zamieniona na statyczną.

## Dostawy[2]
Dla MPK Wrocław dostarczono 110 wagonów tego typu w latach 2005–2010.
| Rok  | Liczba wagonów |
| ---- | -------------- |
| 2005 | 30             |
| 2006 | 20             |
| 2007 | 18             |
| 2008 | 18             |
| 2009 | 12             |
| 2010 | 12             |

## Galeria

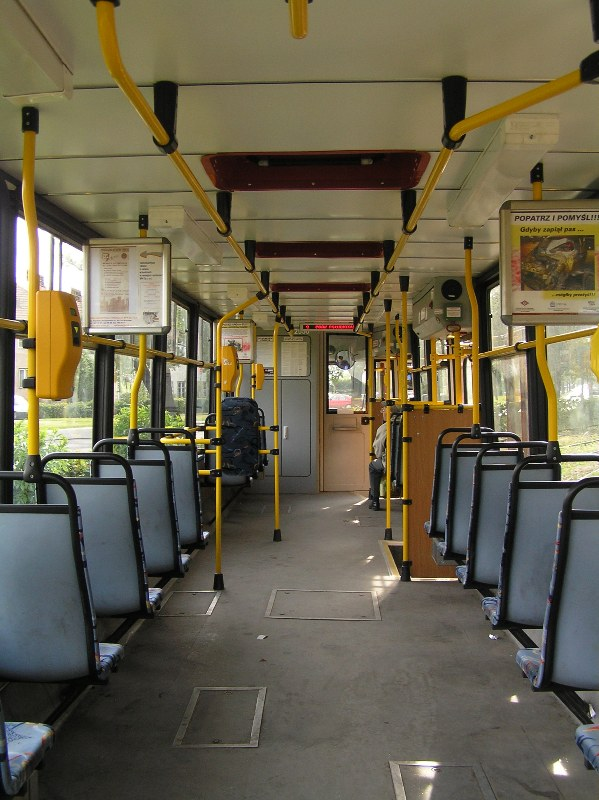
Wnętrze tramwaju 105NaWr
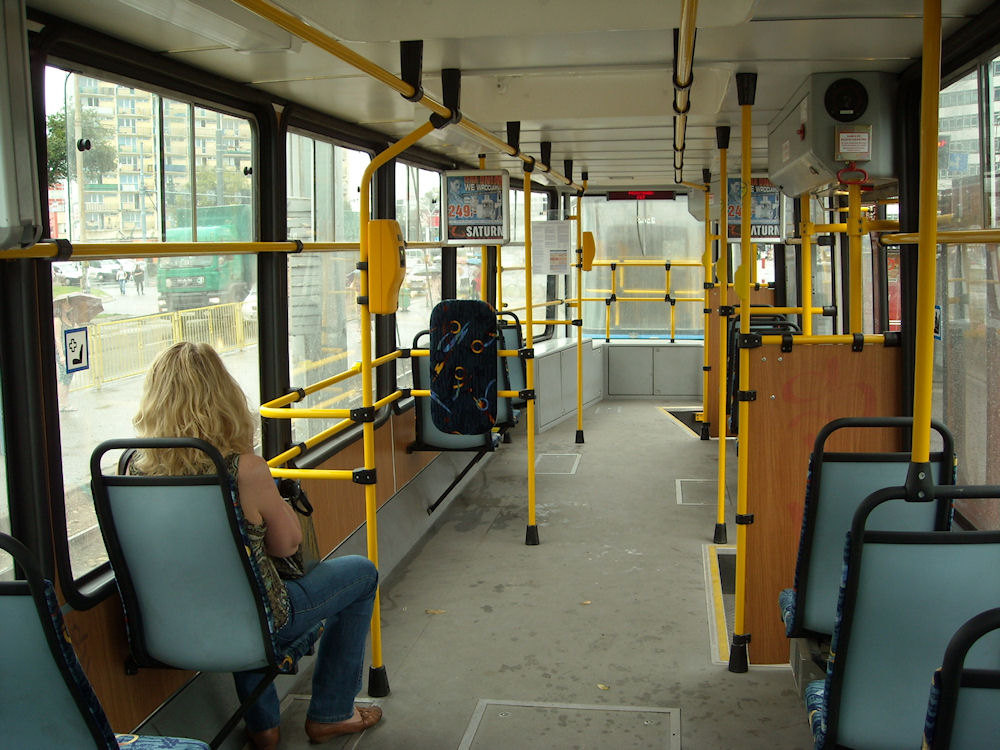
Wnętrze wagonu doczepnego (brak kabiny motorniczego)
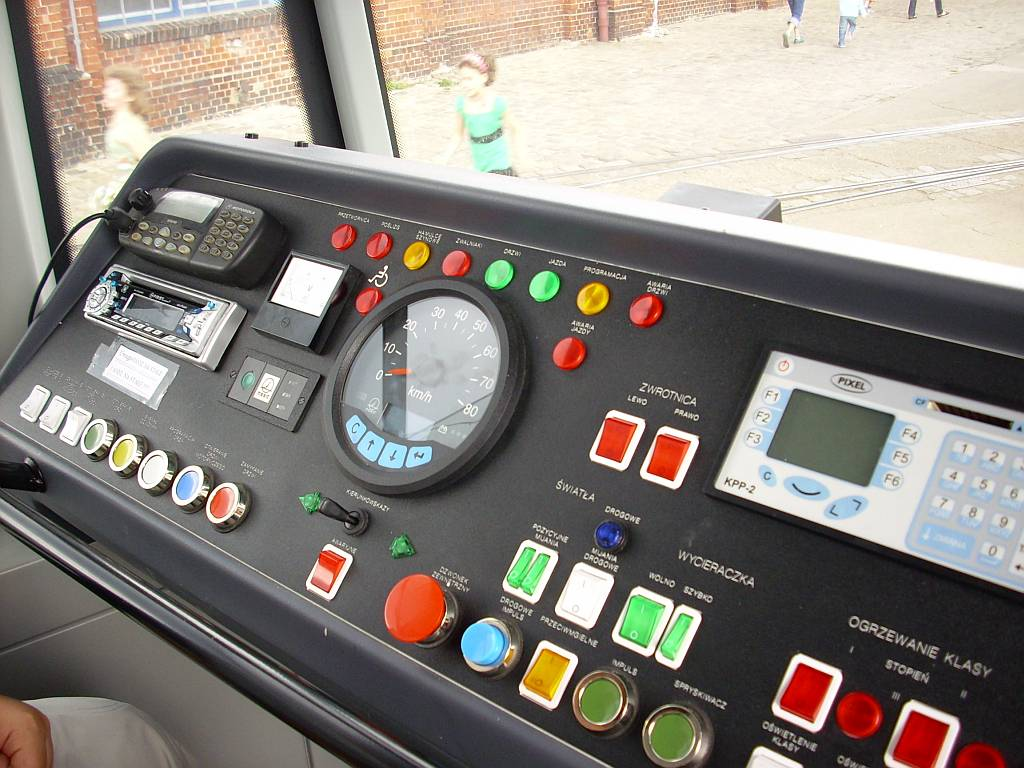
Pulpit motorniczego tramwaju 105NaWr
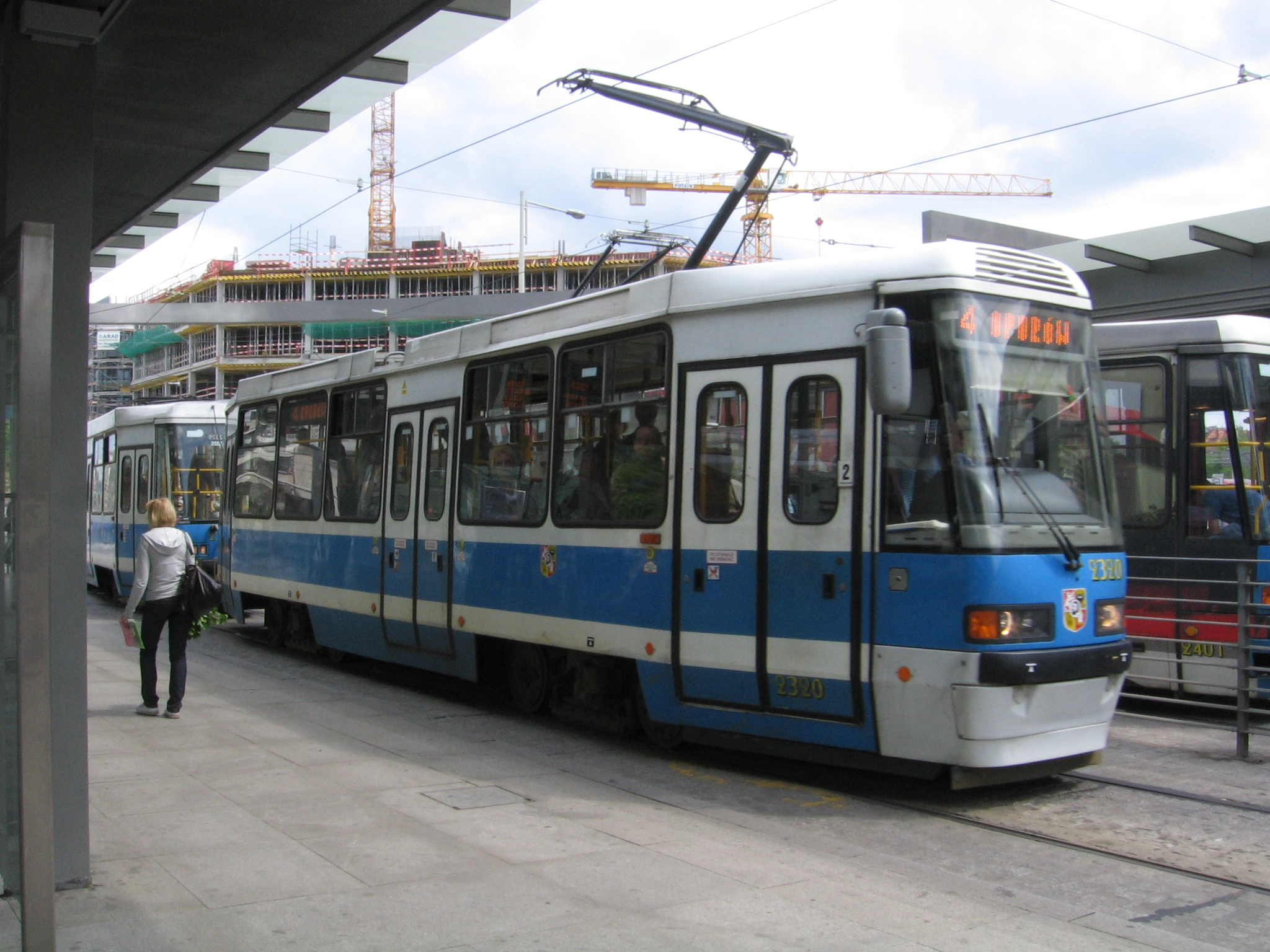
Drzwi odskokowo-uchylne
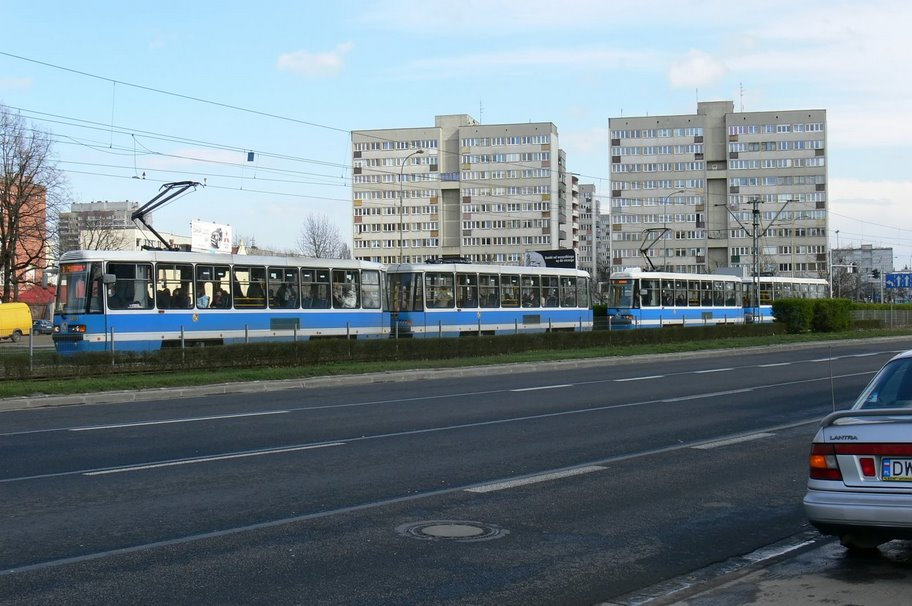
Wagony 105NaWr we Wrocławiu